# Blécourt (Nord)
Blécourt település Franciaországban, Nord megyében. Lakosainak száma 309 fő (2022. január 1.). Blécourt Abancourt, Sancourt, Tilloy-lez-Cambrai, Bantigny, Cuvillers, Ramillies és Sailly-lez-Cambrai községekkel határos.
Vasútállomása Gare de Blécourt.

## Népesség
A település népességének változása:
| Lakosok száma | 328  | 308  | 315  | 306  | 305  | 305  | 302  | 306  | 309  |
|               | 2013 | 2015 | 2016 | 2017 | 2018 | 2019 | 2020 | 2021 | 2022 |